# LG 뷰티
LG 뷰티(LG Viewty, LG KU990)는 LG전자가 2007년 10월에 출시한 휴대 전화이다.

## 사진

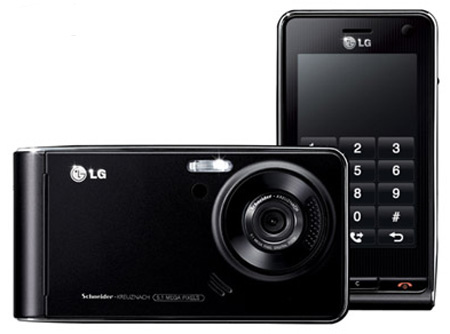
전면부와 후면부의 모습
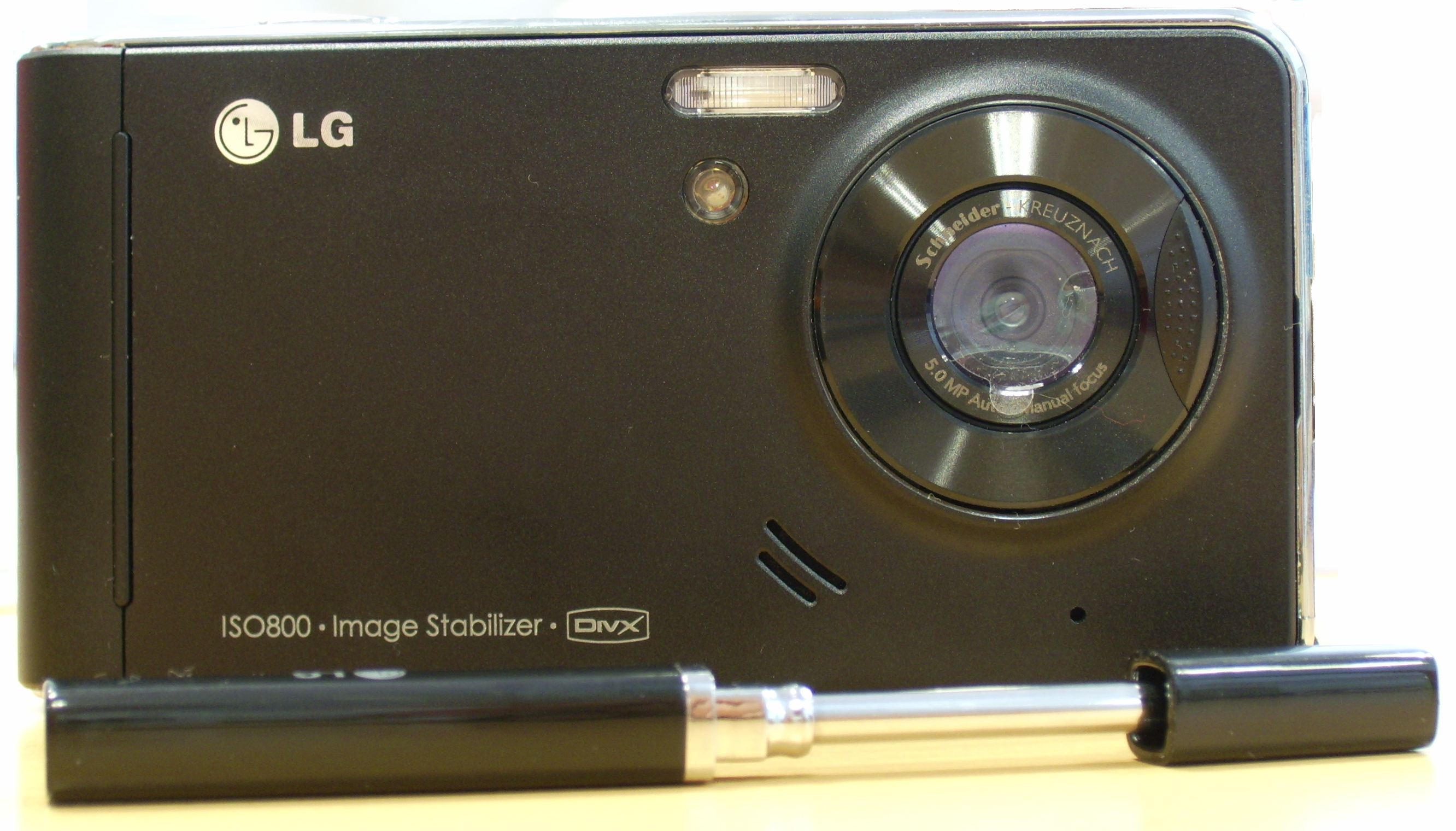
전면부 모습
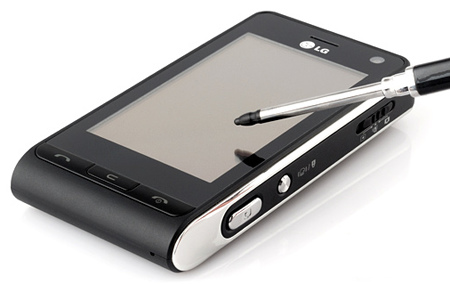
터치스크린과 터치펜
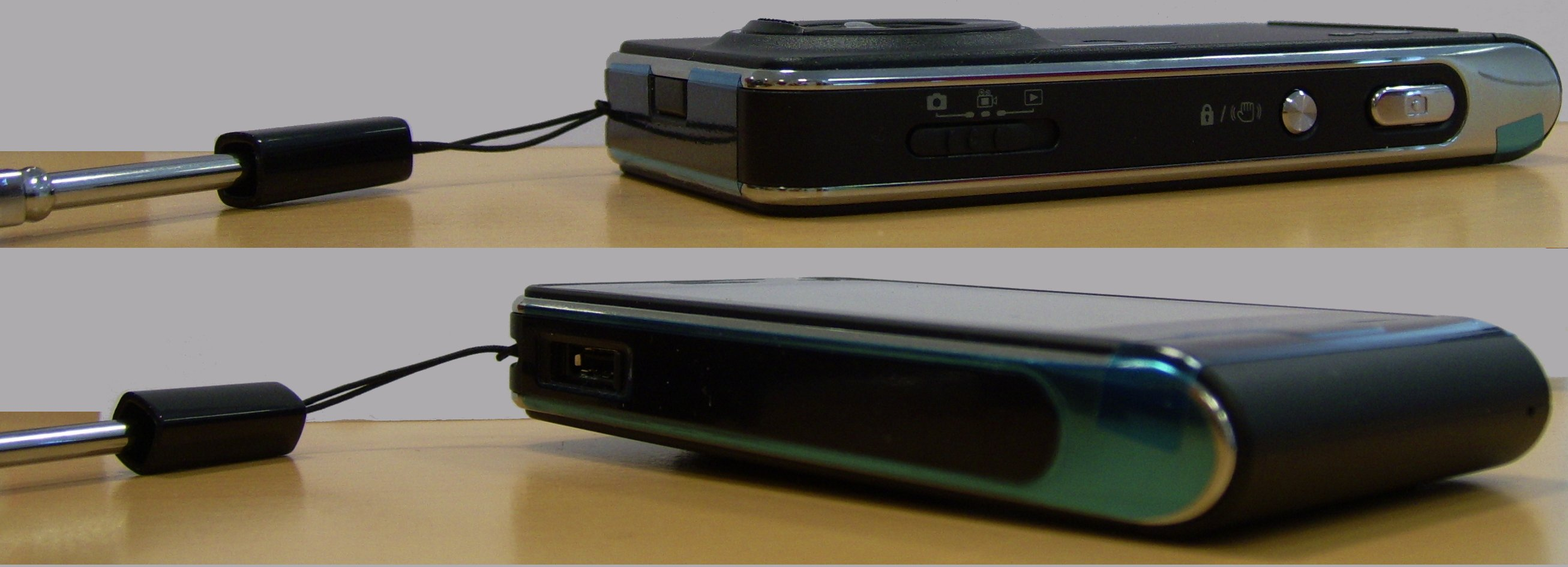
측면부 모습
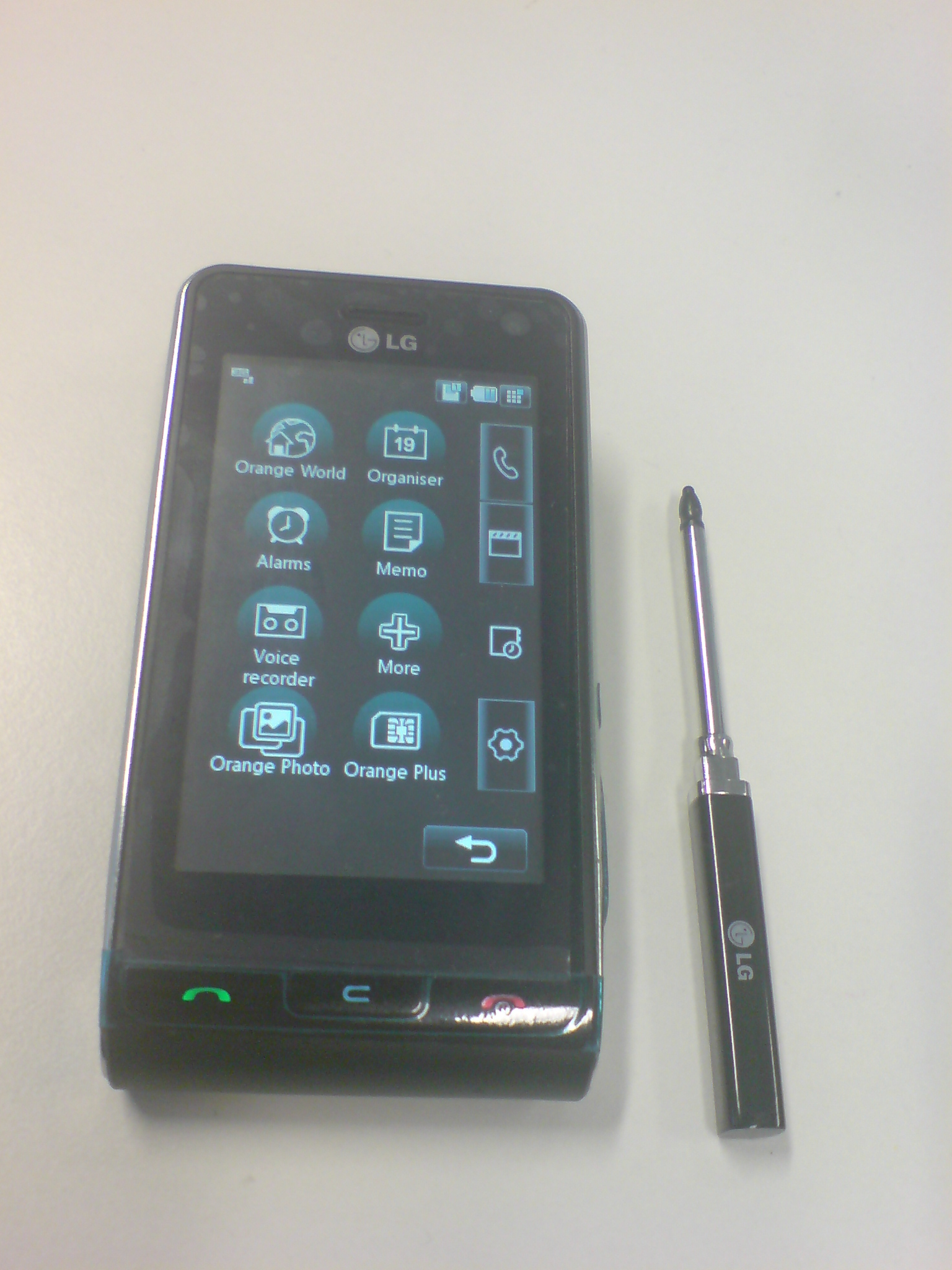
전원을 켰을 때의 모습
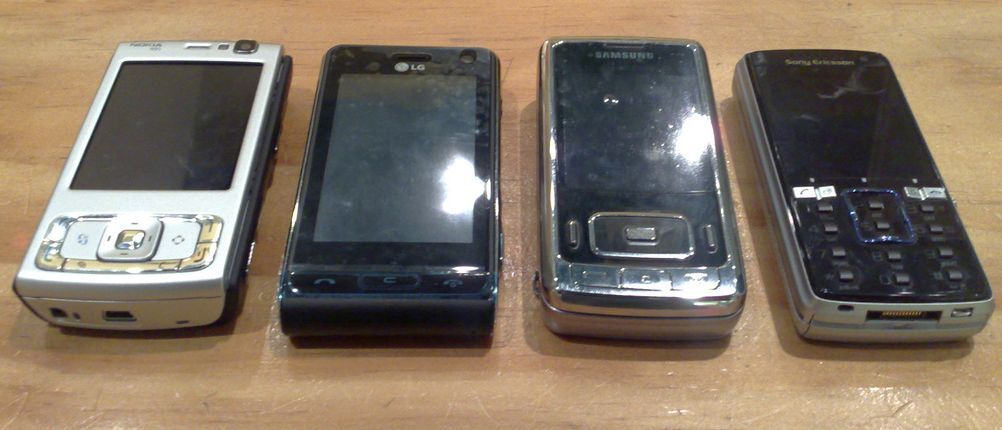
왼쪽에서 두 번째에 있는 LG 뷰티

## 같이 보기
- 싸이언 뷰티
- LG 뷰티 스마트